# Bicyclus sweadneri
Bicyclus sweadneri е вид пеперуда от семейство Nymphalidae. Видът не е застрашен от изчезване.

## Разпространение
Разпространен е в Габон, Демократична република Конго, Камерун, Нигерия и Централноафриканска република.